# Bourg-des-Comptes
Bourg-des-Comptes est une commune française située dans le département d'Ille-et-Vilaine en région Bretagne.

## Géographie
Du point de vue de la richesse de la flore, Bourg-des-Comptes est à la sixième place des communes du département possédant dans leurs différents biotopes le plus de taxons, soit 611 pour une moyenne communale de 348 taxons et un total départemental de 1373 taxons (118 familles). On compte notamment 57 taxons à forte valeur patrimoniale (total de 207) ; 38 taxons protégés et 21 appartenant à la liste rouge du Massif armoricain (total départemental de 237).

### Communes limitrophes
| Guichen      | Laillé            |         |
| Saint-Senoux | Bourg-des-Comptes | Crevin  |
|              | Pléchâtel         | Poligné |

### Hydrographie
Pour un article plus général, voir Réseau hydrographique d'Ille-et-Vilaine.
La commune est située dans le bassin Loire-Bretagne. Elle est drainée par la Vilaine, le Semnon, le ruisseau de Chalouzais, l'Hodeillé, le ruisseau de Guédeu et le ruisseau de la Lande,,.
La Vilaine, d'une longueur de 218 km, prend sa source dans la commune de Juvigné et se jette  dans l'Océan Atlantique à Camoël, après avoir traversé 56 communes. 
Le Semnon, d'une longueur de 73 km, prend sa source dans la commune de Saint-Erblon et se jette  dans la Vilaine à Saint-Senoux, après avoir traversé 20 communes. 
Le Caillons, d'une longueur de 10 km, prend sa source dans la commune du Petit-Fougeray et se jette  dans la Vilaine sur la commune, après avoir traversé quatre communes. 

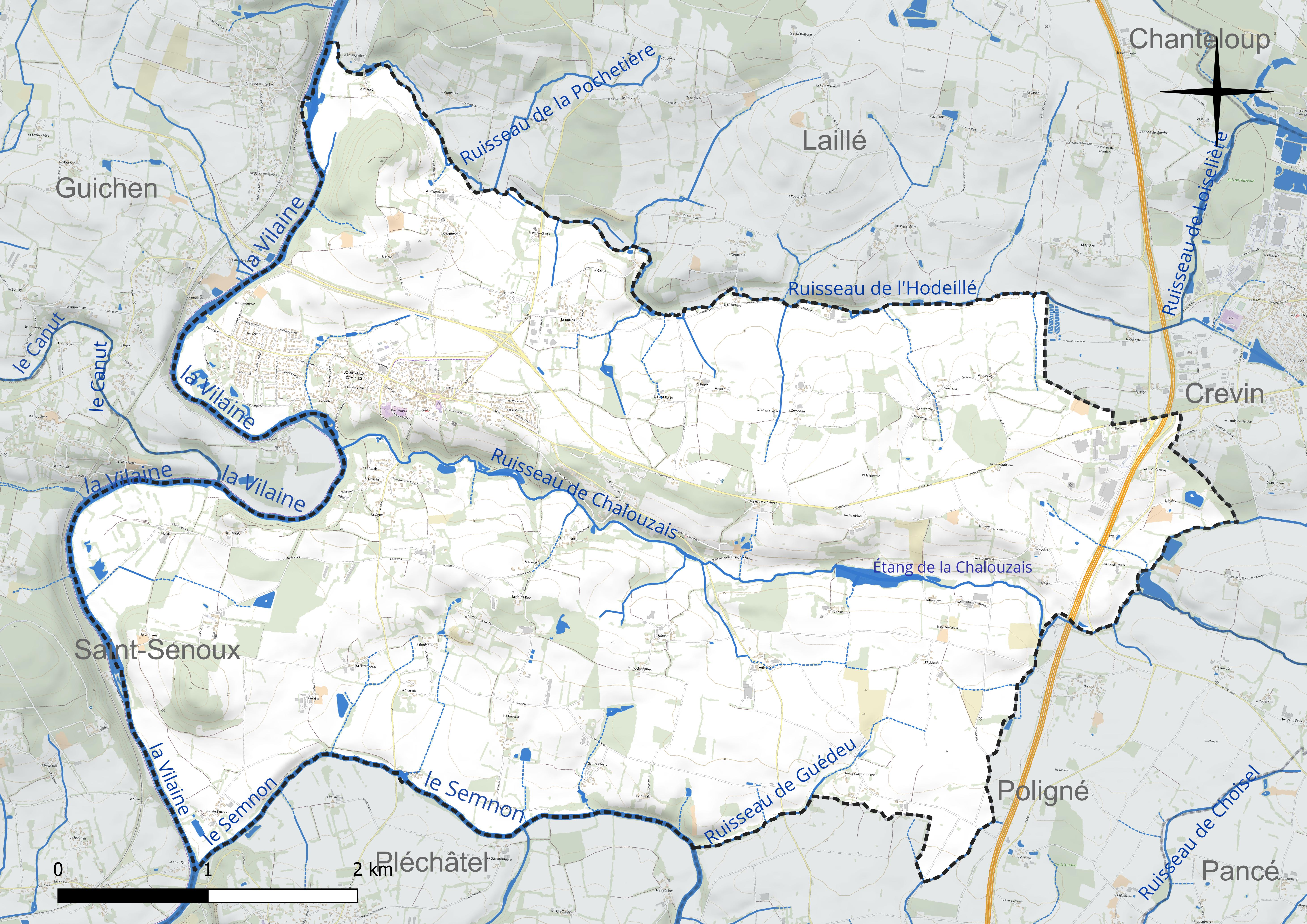
Réseau hydrographique de Bourg-des-Comptes.

Un plan d'eau complète le réseau hydrographique : l'étang de la Chalouzais (4,45 ha),.

### Climat
Pour des articles plus généraux, voir Climat de la Bretagne et Climat d'Ille-et-Vilaine.
En 2010, le climat de la commune est de type climat océanique franc, selon une étude du CNRS s'appuyant sur une série de données couvrant la période 1971-2000. En 2020, Météo-France publie une typologie des climats de la France métropolitaine dans laquelle la commune est exposée à un climat océanique et est dans la région climatique  Bretagne orientale et méridionale, Pays nantais, Vendée, caractérisée par une faible pluviométrie en été et une bonne insolation. Parallèlement l'observatoire de l'environnement en Bretagne publie en 2020 un zonage climatique de la région Bretagne, s'appuyant sur des données de Météo-France de 2009. La commune est, selon ce zonage, dans la zone « Sud Est », avec des étés relativement chauds et ensoleillés.
Pour la période 1971-2000, la température annuelle moyenne est de 11,6 °C, avec une amplitude thermique annuelle de 13,1 °C. Le cumul annuel moyen de précipitations est de 791 mm, avec 12,9 jours de précipitations en janvier et 6,2 jours en juillet. Pour la période 1991-2020, la température moyenne annuelle observée sur la station météorologique la plus proche, située sur la commune de La Noë-Blanche à 14 km à vol d'oiseau, est de 12,2 °C et le cumul annuel moyen de précipitations est de 780,5 mm,. Pour l'avenir, les paramètres climatiques de la commune estimés pour 2050 selon différents scénarios d'émission de gaz à effet de serre sont consultables sur un site dédié publié par Météo-France en novembre 2022.

## Urbanisme

### Typologie
Au 1er janvier 2024, Bourg-des-Comptes est catégorisée bourg rural, selon la nouvelle grille communale de densité à sept niveaux définie par l'Insee en 2022.
Elle appartient à l'unité urbaine de Bourg-des-Comptes, une unité urbaine monocommunale constituant une ville isolée,. Par ailleurs la commune fait partie de l'aire d'attraction de Rennes, dont elle est une commune de la couronne,. Cette aire, qui regroupe 183 communes, est catégorisée dans les aires de 700 000 habitants ou plus (hors Paris),.

### Occupation des sols
L'occupation des sols de la commune, telle qu'elle ressort de la base de données européenne d'occupation biophysique des sols Corine Land Cover (CLC), est marquée par l'importance des territoires agricoles (85,7 % en 2018), une proportion sensiblement équivalente à celle de 1990 (86,5 %). La répartition détaillée en 2018 est la suivante : 
terres arables (39,6 %), zones agricoles hétérogènes (35,6 %), prairies (10,6 %), forêts (9,5 %), zones urbanisées (3,6 %), zones industrielles ou commerciales et réseaux de communication (1,2 %). L'évolution de l'occupation des sols de la commune et de ses infrastructures peut être observée sur les différentes représentations cartographiques du territoire : la carte de Cassini (XVIIIe siècle), la carte d'état-major (1820-1866) et les cartes ou photos aériennes de l'IGN pour la période actuelle (1950 à aujourd'hui).

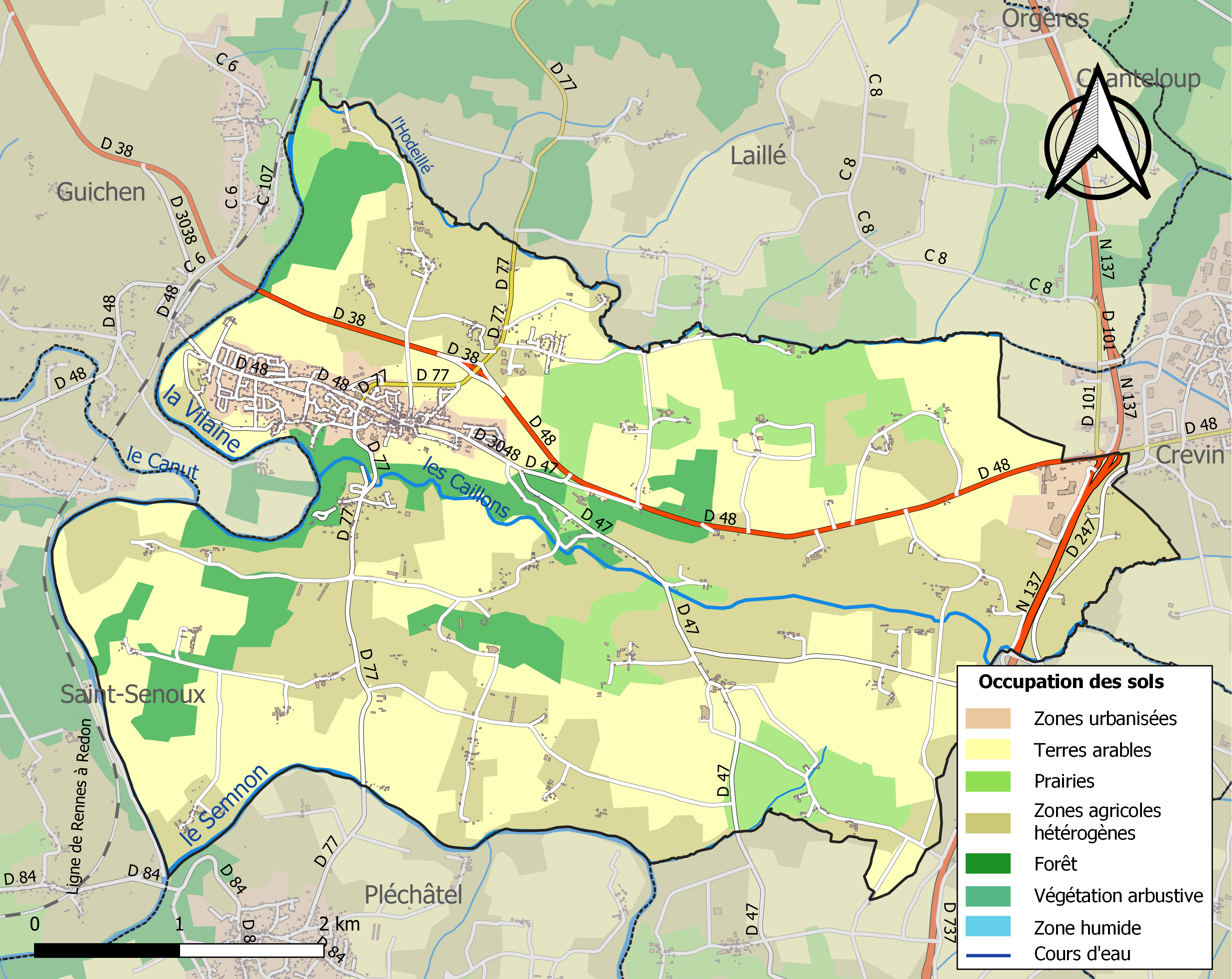
Carte des infrastructures et de l'occupation des sols de la commune en 2018 (CLC).

## Toponymie
Le nom de la localité est attesté sous les formes Coms en 866 , Cons en 871, Bourg de Combs en 1570, Bourg de Coms en 1671.
Bourg des Comptes : le nom est écrit Coms ou Cons au IXe siècle, provenant probablement du gaulois latinisé cumba, signifiant "combe, vallée encaissée". Le nom est transcrit Cons jusqu'au XIIIe siècle, devient Bourg de Coms vers 1671, et est par confusion latinisé en Burgus Comitum, parce que le mot cons est assimilé au vieux-français cons, issu du latin coms, qui signifie comte ; Burgus Comitum est à l'époque moderne francisé en Bourg des Comtes. Durant la Révolution, le zèle des Révolutionnaires, désireux de supprimer  toutes les traces de la noblesse, transforma le nom en Bourg des Comptes, la commune portant même un temps le nom de Bourg-la-Montagne.
Le nom de la commune en gallo est Bourcon.

## Politique et administration

### Liste des maires
| Période                                  | Période                       | Identité                           | Étiquette   | Qualité                                                                                                 |
| ---------------------------------------- | ----------------------------- | ---------------------------------- | ----------- | --- |
| Les données manquantes sont à compléter. |                               |                                    |             | |
| 1790                                     | 1795                          | Louois Rochery                     |             | Procureur et commissaire financier de Bourg-des-Comptes. Premier officier municipal après la révolution |
| 1795                                     | 1800                          | Jean Baptiste Soulâtre             |             | Officier Public                                                                                         |
| 1800                                     | 1804                          | Pierre Coppalle                    |             | |
| 1805                                     | 1815                          | Pierre Chevallier                  |             | |
| 1816                                     | 1823                          | Henri Ledain                       |             | |
| 1823                                     | 1833                          | Pierre Chérel                      |             | Instituteur                                                                                             |
| 1833                                     | 1835                          | Armand Jean-Baptiste Séverin Gazon |             | Géomètre                                                                                                |
| 1855                                     | 1861                          | Pierre Gesny                       |             | |
| 1862                                     | 1870                          | Sebastion Gandon                   |             | Décédé en fonction le 24 octobre 1870                                                                   |
| 13 avril 1871                            | 1873                          | Léon Porteu                        |             | |
| mars 1874                                | octobre 1876                  | Achille Lemée                      |             | Notaire                                                                                                 |
| 1876                                     | 1896                          | Théophile Delanoë                  |             | Meunier                                                                                                 |
| 1897                                     | 1900                          | Jean Marie Garçon                  |             | |
| 1900                                     | 1909                          | Louis Marie Gandon                 |             | Médecin                                                                                                 |
| 1909                                     | 1919                          | Rebé Nugue                         |             | Décédé en fonction                                                                                      |
| 1919                                     | 1940                          | Amand Colombel                     |             | Décédé fin d'année 1940                                                                                 |
| 1940                                     | 1941                          | Henri Baron                        |             | 1er adjoint termine le mandat                                                                           |
| 1941                                     | 1943                          | Henri Vatar                        |             | Président de délégation nommé par le préfet                                                             |
| 1944                                     |                               | Georges Porteu                     |             | Président                                                                                               |
| 1945                                     | 16 octobre 1947               | Henri Baron                        |             | Président                                                                                               |
| 1947                                     | avril 1949                    | Léon Porteu (de La Morandière)     | Républicain | Négociant à RennesDécédé en fonction                                                                    |
| mai 1949                                 | octobre 1965                  | Joseph Taillandier                 | CNIP        | Décédé en fonction                                                                                      |
| novembre 1965                            | mars 1971                     | Raymond Taillandier                |             | Fils du précédent                                                                                       |
| mars 1971                                | mars 2001                     | René Richard                       | DVD         | Charcutier                                                                                              |
| mars 2001                                | mars 2014                     | Pierre Dano                        | DVD         | Technico-administratif 4e vice-président de la CC du canton de Guichen                                  |
| mars 2014                                | En cours (au 22 juillet 2023) | Christian Leprêtre                 | DVD         | Agent de maîtrise Réélu pour le mandat 2020-2026                                                        |

### Jumelages
Bourg-des-Comptes est membre du comité de jumelage du canton de Guichen et est jumelée avec quatre villes d'autres pays :
- Villafranca de los Barros (Espagne) depuis 1990
- Skerries (Irlande) depuis 1990
- Milevsko (Tchéquie) depuis 1990
- Śrem (Pologne) depuis 1990

## Démographie
L'évolution du nombre d'habitants est connue à travers les recensements de la population effectués dans la commune depuis 1793. Pour les communes de moins de 10 000 habitants, une enquête de recensement portant sur toute la population est réalisée tous les cinq ans, les populations de référence des années intermédiaires étant quant à elles estimées par interpolation ou extrapolation. Pour la commune, le premier recensement exhaustif entrant dans le cadre du nouveau dispositif a été réalisé en 2006.

En 2022, la commune comptait 3 388 habitants, en évolution de +4,44 % par rapport à 2016 (Ille-et-Vilaine : +5,46 %, France hors Mayotte : +2,11 %).
| 1793  | 1800  | 1806  | 1821  | 1831  | 1836  | 1841  | 1846  | 1851  |
| ----- | ----- | ----- | ----- | ----- | ----- | ----- | ----- | ----- |
| 1 442 | 1 362 | 1 392 | 1 556 | 1 714 | 1 747 | 1 662 | 1 696 | 1 700 |

| 1856  | 1861  | 1866  | 1872  | 1876  | 1881  | 1886  | 1891  | 1896  |
| ----- | ----- | ----- | ----- | ----- | ----- | ----- | ----- | ----- |
| 1 628 | 1 665 | 1 666 | 1 643 | 1 625 | 1 756 | 1 777 | 1 819 | 1 710 |

| 1901  | 1906  | 1911  | 1921  | 1926  | 1931  | 1936  | 1946  | 1954  |
| ----- | ----- | ----- | ----- | ----- | ----- | ----- | ----- | ----- |
| 1 635 | 1 591 | 1 474 | 1 203 | 1 120 | 1 120 | 1 103 | 1 076 | 1 024 |

| 1962  | 1968  | 1975  | 1982  | 1990  | 1999  | 2006  | 2011  | 2016  |
| ----- | ----- | ----- | ----- | ----- | ----- | ----- | ----- | ----- |
| 1 039 | 1 071 | 1 214 | 1 463 | 1 727 | 2 007 | 2 184 | 3 042 | 3 244 |

| 2021  | 2022  | - | - | - | - | - | - | - |
| ----- | ----- | - | - | - | - | - | - | - |
| 3 358 | 3 388 | - | - | - | - | - | - | - |

## Lieux et monuments
- Église Notre-Dame, 1851[33].
- Le château du Boschet, édifié de 1660 à 1680, est rénové et agrandi de 1720 à 1740. Le château ainsi que ses jardins sont classés aux monuments historiques par arrêté du 23 décembre 1969 ; les communs sont inscrits par arrêté du 9 février 1998[34],[35].

D'architecture classique, celui-ci se compose d'un vaste corps de logis surmonté d'un toit à la Mansart, flanqué de quatre petits pavillons. Les ailes, moins élevées, sont coiffées d'un campanile sommé d'un soleil, l'autre d'un croissant de lune. Le parc à la française s'étendait jadis jusqu'à la Vilaine.
- Plusieurs manoirs : manoir des Provotières[36], la Gouverdière[37], la Rivière Chereil[38], la Réauté[39].
- Dent de Gargantua : menhir situé à la Prégaudais[40].

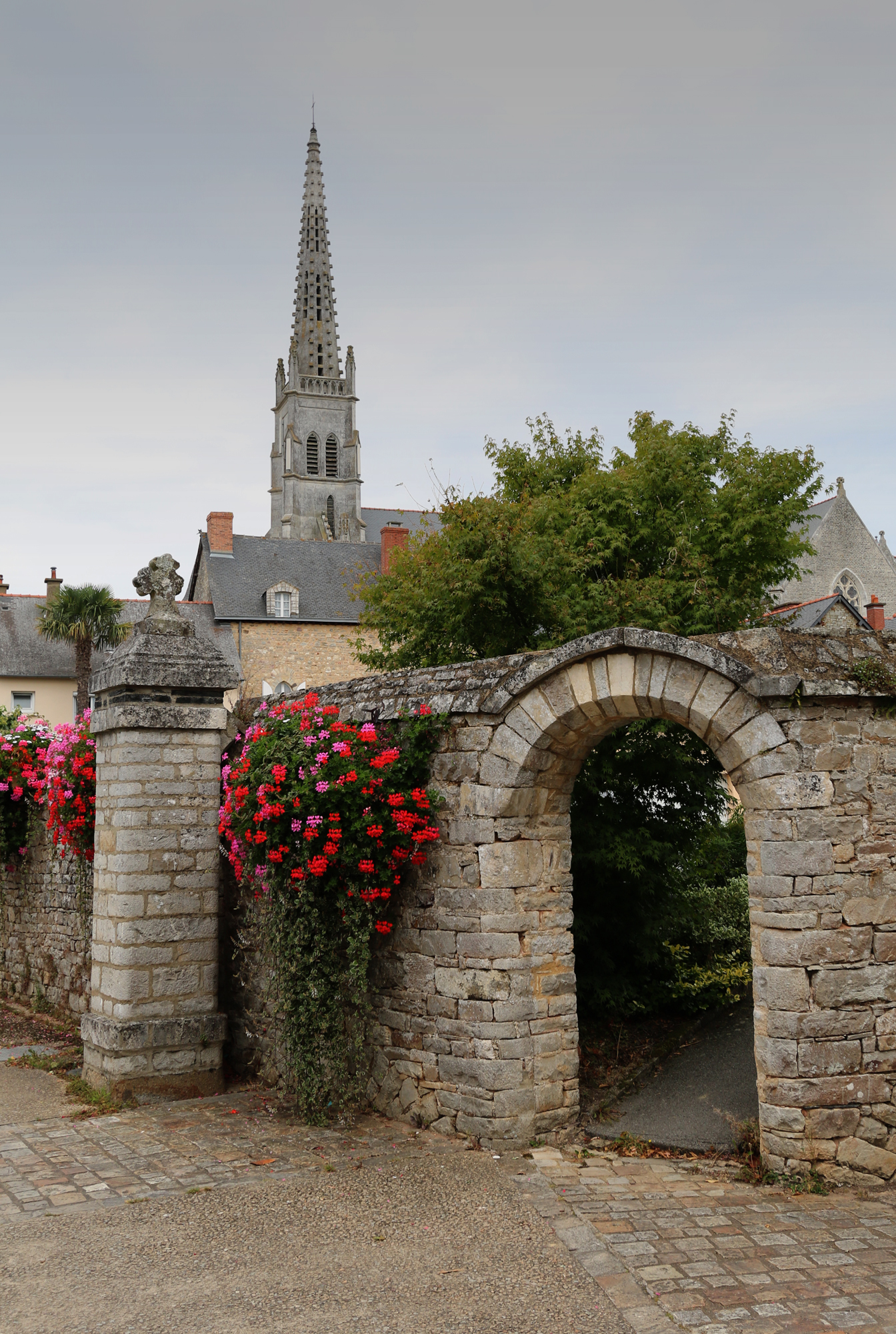
L'église, vue depuis la mairie face nord.
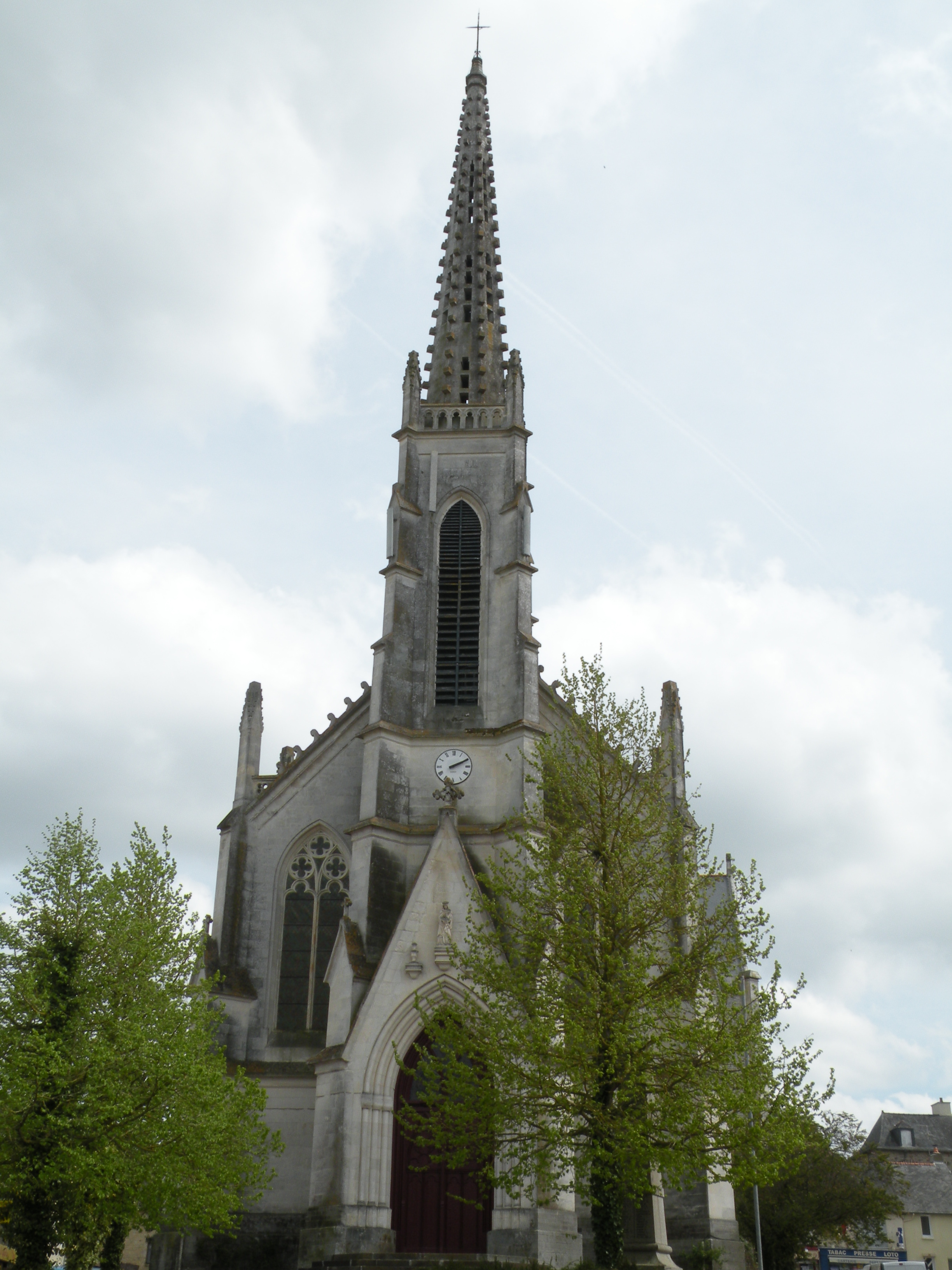
L'église Notre-Dame.
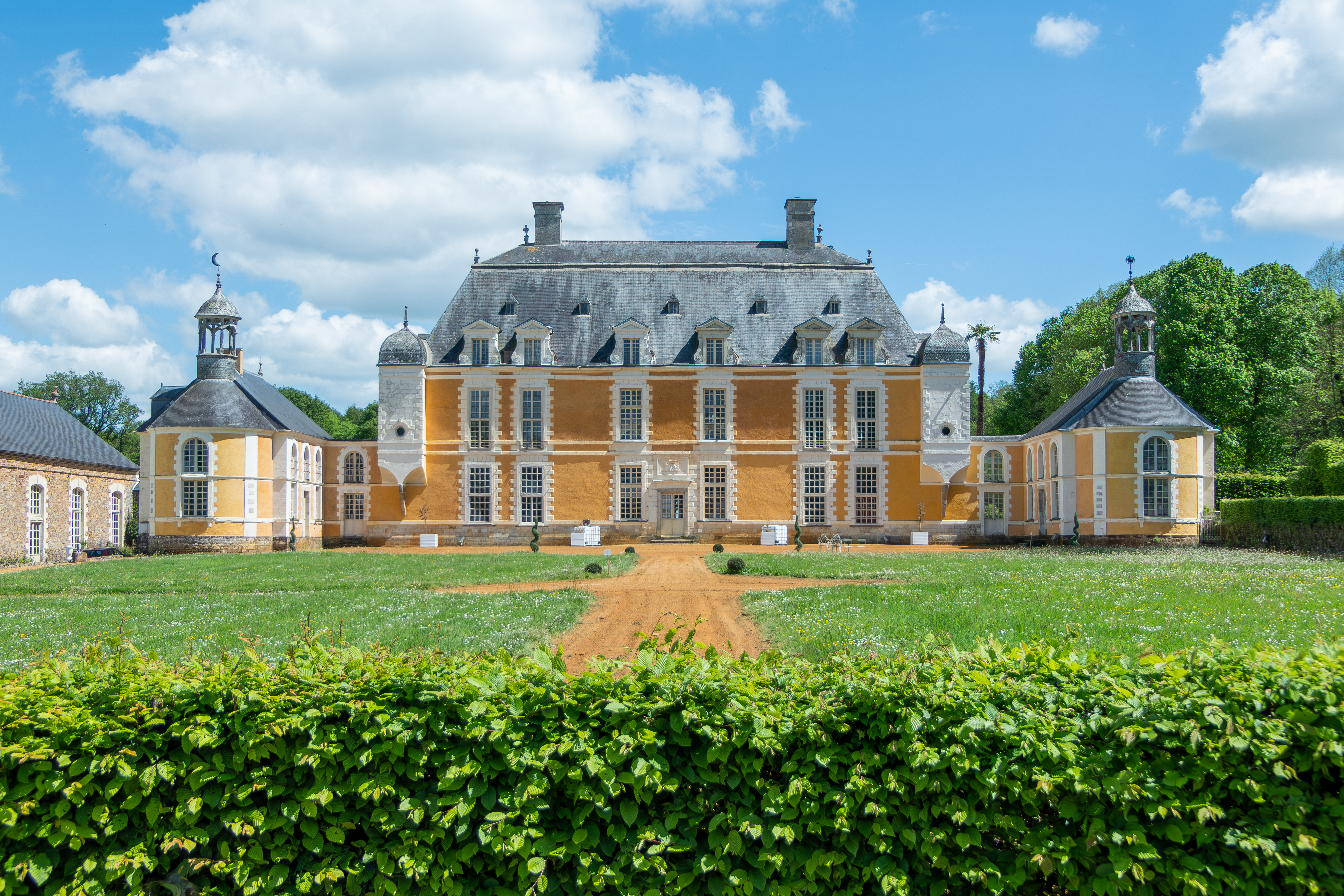
Le château du Boschet.
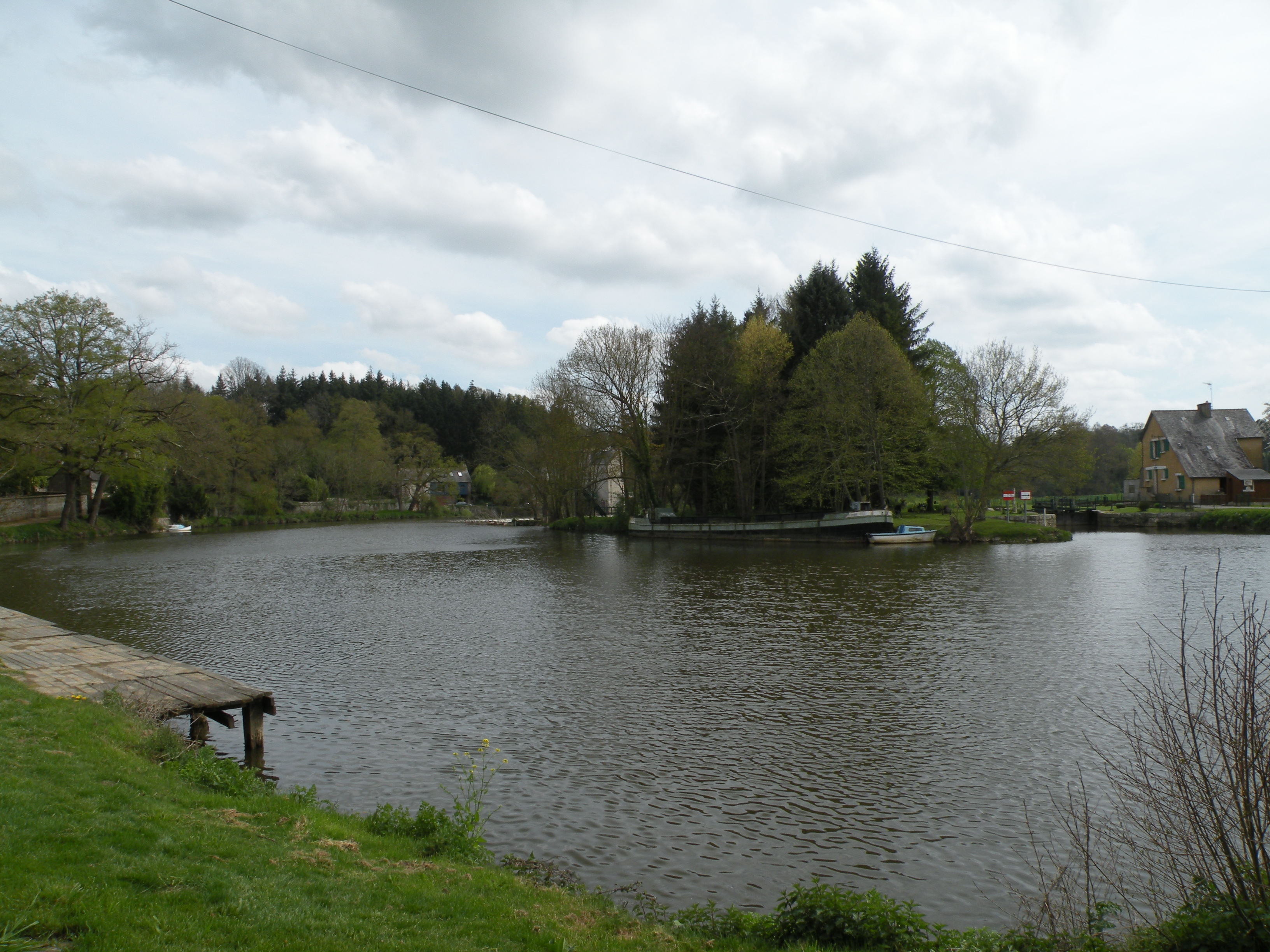
Les rives de la Vilaine à la Courbe.

## Personnalités liées à la commune
- Godefroy Brossay-Saint-Marc (5 février 1803 - 26 février 1878), cardinal archevêque de Rennes, dont les parents devinrent propriétaires du château du Boschet en 1802.
- Édouard Brossay-Saint-Marc, frère du précédent, architecte, auteur entre autres de l'église de Bourg-des-Comptes[41].
- Jean-Marie Valentin (17 octobre 1823 - 8 août 1896), sculpteur, élève de Jean-Baptiste Barré et de François Rude, artiste protégé du cardinal Brossay-Saint-Marc[42].
- Georges Boulanger (29 avril 1837-30 septembre 1891), officier général français, originaire de Bourg-des-Comptes par son père.

### Héraldique
| Blason | Blasonnement : D'azur à un agneau pascal d'argent portant sa croix en barre, au chef d'or chargé d'un cœur de gueules percé d'une flèche du même posé en bande. Ses origines remonteraient jusqu'en 1697. |

### Archives
- Vicomté du Boschet en Bourg-des-Comptes, cotes 23 J 475 à 23 J 491 > Fonds de La Bourdonnaye-Montluc (23 J), Archives I&V.